# Platanthera transversa
Platanthera transversa är en orkidéart som först beskrevs av Wilhelm Nikolaus Suksdorf och som fick sitt nu gällande namn av Richard M. Bateman.
Platanthera transversa ingår i släktet nattvioler och familjen orkidéer. Inga underarter finns listade i Catalogue of Life.

## Bildgalleri

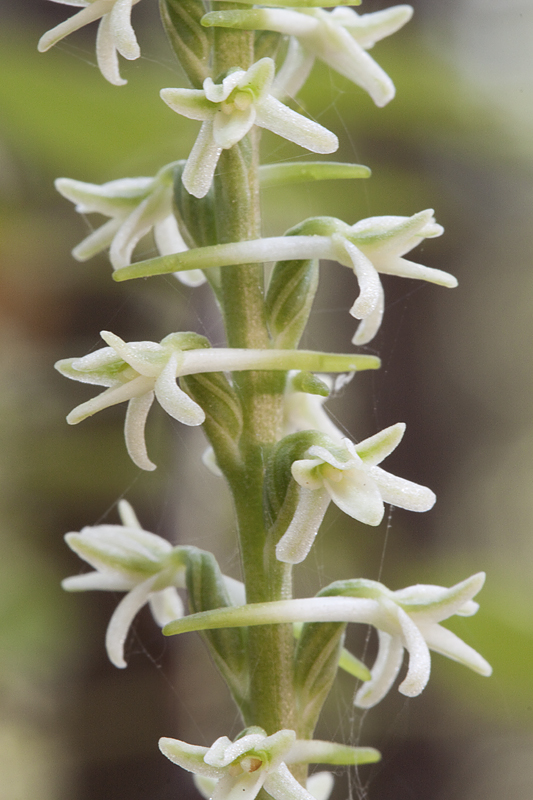